# Ševarlije (Kozarska Dubica)
Ševarlije (szerbül: Шеварлије), falu Bosznia-Hercegovinában, Bosanska krajina területén, Kozarska Dubica községben, a Szerb Köztársaságban. 

## Fekvése
Bosznia-Hercegovina északi részén, Banja Lukától légvonalban 61, közúton 85 km-re északnyugatra, községközpontjától légvonalban 11, közúton 13 km-re nyugatra, 115 – 250 méteres tengerszint feletti magasságban, az Una jobb partján és az Una völgyétől délre elterülő Potkozarjei dombvidéken, a Slabinja-patak mentén fekszik. 

## Népessége
| Nemzetiségi csoport | Népesség 1991 | Népesség 2013 |
| ------------------- | ------------- | ------------- |
| Szerb               | 341           | 225           |
| Bosnyák             | 0             | 0             |
| Horvát              | 2             | 3             |
| Jugoszláv           | 1             | 0             |
| Egyéb               | 6             | 5             |
| Összesen            | 350           | 233           |

## Története
A település 1878-ig tartozott az Oszmán Birodalomhoz, ekkor a berlini kongresszus határozata alapján az Osztrák-Magyar Monarchia része lett. 1910-ben a Bosanska Dubica-i járásban és Johova községben fekvő településen 38 háztartást, 348 ortodox szerb, 3 muszlim és 5 katolikus lakost találtak. A monarchia szétesésével 1918-ben előbb a Szerb-Horvát-Szlovén Királyság, majd 1929-től a Jugoszláv Királyság része. Jugoszlávia megszállása után a falu a Független Horvát Állam (NDH) része lett. 1945-től a település a szocialista Jugoszlávia része volt. A Bosznia-Hercegovinában zajló polgárháború idején a település a Boszniai Szerb Köztársaság része volt. 1995. szeptember 18-án és 19-én az Una horvát hadművelet keretében Kozarska Dubica község területét megtámadta a Horvát Köztársaság hadserege (HV). Ezt a támadást a Boszniai Szerb Köztársaság hadserege (VRS) és a helyi lakosság visszaverte. A daytoni békeszerződést követő területfelosztásnál a település, Kozarska Dubica község részeként a Szerb Köztársaság területéhez került.